# Akiko Hiramatsu
Akiko Hiramatsu (平松 晶子?, Hiramatsu Akiko; Tokyo, 31 agosto 1967) è una doppiatrice giapponese. È affiliata con l'agenzia Ken Production.

## Ruoli principali
- .hack//Roots (Bordeaux)[3]
- .hack//SIGN (BT)
- Armored Core 3 (Computer Voice)
- Azumanga daiō (Yukari Tanizaki)
- Bleach (Kūkaku Shiba)
- Bubblegum Crisis e Bubblegum Crash (Nene Romanova)
- Cowboy Bebop (Maria)
- Flame of Recca (Fūko Kirisawa)
- Genocyber (Elaine Reed, Diana Reed)
- Hellsing (Helena)
- Nekketsu Seisyun Nikki 2 (Ran Hibiki)
- Princess Tutu (Edel)
- Project Justice: Rival Schools 2 (Ran Hibiki)
- Robot Alchemic Drive (Mika Banhara)
- Saber Marionette series (Bloodberry)
- Sailor Moon (Calaveras)
- Sempre più blu (Miyabi Kagurazaki)
- Slam Dunk (Haruko Akagi)
- Kinnikuman: Scramble for the Throne (Natsuko)
- Sei in arresto! (Miyuki Kobayakawa)[4]
- Tatsunoko Fight (Teru Nanba)
- Toaru Majutsu no Index II (Vento of the Front)